# Persone di nome Mohamed/Calciatori
| Questa pagina contiene informazioni ricavate automaticamente dalle voci biografiche con l'ausilio del template Bio e di un bot. L'aggiornamento è periodico e automatico e ricostruisce completamente la pagina. Se manca una persona in questa lista, sei pregato di non aggiungerla, ma accertati piuttosto che la sua voce biografica contenga il template Bio e che i dati anagrafici siano correttamente compilati. Se il template Bio manca, inseriscilo tu stesso o, in alternativa, metti l'avviso {{tmp\|Bio}} che ne segnala la mancanza. Se i dati riportati sono sbagliati, correggi direttamente la voce biografica; le modifiche saranno visibili in questa lista entro pochi giorni. Per chiarimenti vedi il progetto antroponimi. La lista contiene solo le 251 persone che sono citate nell'enciclopedia e per le quali è stato implementato correttamente il template Bio. Pagina aggiornata al 6 ago 2025. |

Questa è una lista di persone presenti nell'enciclopedia che hanno il nome Mohamed e sono calciatori.

## A(51)
- Mohamed Abdallah, ex calciatore egiziano (Banha, n. 1981)
- Mohamed Abdel Salam, calciatore egiziano (Il Cairo, n. 1997)
- Mohamed Abdel Monsef, ex calciatore egiziano (n. 1977)
- Mohamed Abdel-Shafy, calciatore egiziano (Il Cairo, n. 1985)
- Mohamed Abdelwahab, calciatore egiziano (Fayyum, n. 1983 - Il Cairo, † 2006)
- Mohamed Aboul Ela, ex calciatore egiziano (Giza, n. 1980)
- Mohamed Abdoulaye, ex calciatore nigerino (Agadez, n. 1991)
- Mohamed Ali Abdourahman, calciatore gibutiano (n. 1998)
- Mohamed Aberhoun, calciatore marocchino (Tétouan, n. 1989 - Istanbul, † 2020)
- Mohamed Abou Gabal, calciatore egiziano (Asyut, n. 1989)
- Mohamed Aboutreika, ex calciatore egiziano (Giza, n. 1978)
- Elias Achouri, calciatore francese (Saint-Denis, Riunione, n. 1999)
- Mohammed Al-Hammadi, calciatore emiratino (Umm al-Quwain, n. 1997)
- Mohamed Aidara, calciatore ivoriano (Abidjan, n. 1996)
- Mohamed Ali Akid, calciatore tunisino (Sfax, n. 1949 - † 1979)
- Mohamed Al-Akbari, calciatore emiratino (Abu Dhabi, n. 1996)
- Radwan Al Azhar, calciatore siriano (Damasco, n. 1979)
- Mohamed Al Ghanodi, calciatore libico (n. 1992)
- Zaher Midani, calciatore siriano (Damasco, n. 1989)
- Mohammed Yaqoub, calciatore emiratino (n. 1989)
- Mohammed Abdulrahman, calciatore emiratino (Al Ain, n. 1989)
- Mohamed Al Romaihi, calciatore bahreinita (Manama, n. 1990)
- Mohamed Al Shamsi, calciatore emiratino (n. 1997)
- Mohamed Al Zeno, calciatore siriano (Aleppo, n. 1983)
- Mohamed Diab Al-Attar, calciatore e arbitro di calcio egiziano (Alessandria d'Egitto, n. 1927 - Alessandria d'Egitto, † 2016)
- Mohammad Al-Bishi, ex calciatore saudita (Gedda, n. 1987)
- Mohamed Al-Gadi, ex calciatore libico (Az-Zawiyya, n. 1990)
- Mohamed Khasib, calciatore omanita (Oman, n. 1994)
- Mohamed Al-Jawad, ex calciatore saudita (Gedda, n. 1962)
- Mohammed Al-Khilaiwi, calciatore saudita (Gedda, n. 1971 - Gedda, † 2013)
- Mohamed Al-Taay, calciatore iracheno (Campbelltown, n. 2000)
- Mohamed Obaid Al-Zahiri, ex calciatore emiratino (n. 1967)
- Mohammed Adel Hasan, calciatore bahreinita (n. 1996)
- Mohamed Ali Nafkha, calciatore tunisino (Susa, n. 1986)
- Mohamed Ali Yacoubi, calciatore tunisino (Qayrawan, n. 1990)
- Mohamed Musa Ali, calciatore qatariota (Umm Bab, n. 1986)
- Zeki Amdouni, calciatore svizzero (Ginevra, n. 2000)
- Jahid Hasan Ameli, calciatore bangladese (Pirojpur, n. 1987)
- Mohamed Amissi, calciatore belga (Bruxelles, n. 2000)
- Mohamed Amoura, calciatore algerino (Jijel, n. 2000)
- Mohamed Amsif, calciatore tedesco (Düsseldorf, n. 1989)
- Mohamed Amine Aoudia, ex calciatore algerino (El Harrach, n. 1987)
- Mohamed Aoudou, ex calciatore beninese (Aplahoué, n. 1989)
- Mohamed Arif, calciatore maldiviano (Hithadhoo, n. 1985 - Male, † 2024)
- Mohamed Armoumen, ex calciatore marocchino (Casablanca, n. 1979)
- Fares Arnaout, calciatore siriano (Syria, n. 1997)
- Mohamed Larbi Arouri, ex calciatore tunisino (Tunisi, n. 1983)
- Mohamed Awad, ex calciatore etiope
- Mohamed Awal, calciatore ghanese (Accra, n. 1988)
- Mohamed Azzi, calciatore algerino (Ouargla, n. 2002)
- Mohamed Al Shehhi, calciatore emiratino (Dubai, n. 1988)

## B(38)
- Mohamed Yacoub Bâ, ex calciatore mauritano (Saint-Louis, n. 1984)
- Mohamed Bachar, calciatore nigerino (n. 1992)
- Mohamed Badr Hassan, calciatore egiziano (Il Cairo, n. 1989)
- Mohamed Bamba, calciatore ivoriano (Bouaké, n. 2001)
- Mohamed Aboubakar Bamba, calciatore ivoriano (Vavoua, n. 2004)
- Mohamed Bangura, ex calciatore sierraleonese (Kambia, n. 1989)
- Mohamed Barakat, ex calciatore egiziano (Il Cairo, n. 1976)
- Mohammed Barqesh, calciatore emiratino (n. 1990)
- Mohamed Bassam, calciatore egiziano (Il Cairo, n. 1990)
- Mohamed Youssouf Batio, calciatore gibutiano (n. 1998)
- Mohamed Bayo, calciatore guineano (Clermont-Ferrand, n. 1998)
- Youcef Belaïli, calciatore algerino (Orano, n. 1992)
- Bachir Belloumi, calciatore algerino (Mascara, n. 2002)
- Mohamed Amine Ben Amor, calciatore tunisino (Susa, n. 1992)
- Mohamed Amine Ben Hamida, calciatore tunisino (Tunisi, n. 1995)
- Mohamed Ben Larbi, calciatore tunisino (n. 1996)
- Mohamed Ben Mouza, ex calciatore tunisino (n. 1954)
- Mohamed Ben Othman, ex calciatore tunisino (Tunisi, n. 1989)
- Mohamed Ben Rehaiem, calciatore tunisino (Sfax, n. 1951 - Sfax, † 2020)
- Mohamed Ali Ben Romdhane, calciatore tunisino (Tunisi, n. 1999)
- Mohamed Ben Salem, calciatore tunisino (n. 1996)
- Mohamed Benhamou, ex calciatore algerino (Parigi, n. 1979)
- Mohamed Benkablia, calciatore algerino (Orano, n. 1993)
- Mohamed Benkhemassa, calciatore algerino (Orano, n. 1993)
- Saïd Benrahma, calciatore algerino (ʿAyn Temūshent, n. 1995)
- Mohamed Bentahar, calciatore francese (n. 1994)
- Mohamed Benyachou, ex calciatore francese (Nîmes, n. 1977)
- Mohamed Benyettou, calciatore algerino (Mohammadia, n. 1989)
- Mohamed Berte, calciatore belga (Bruxelles, n. 2002)
- Mohamed Bettamer, calciatore libico (Camden, n. 1993)
- Mohamed Bashir, calciatore sudanese (Khartum, n. 1987)
- Mohamed Bouchouari, calciatore belga (Dinant, n. 2000)
- Mehdi Boukassi, calciatore algerino (Sidi Bel Abbès, n. 1996)
- Mohamed Bouldini, calciatore marocchino (Casablanca, n. 1995)
- Mohamed Benyahia, calciatore francese (Tremblay-en-France, n. 1992)
- Mohamed Bourhan Mohamed, calciatore gibutiano (Gibuti, n. 1998)
- Mohamed Brahimi, calciatore francese (Saint-Étienne, n. 1998)
- Mohamed Buya Turay, calciatore sierraleonese (Freetown, n. 1995)

## C(12)
- Mohamed Ali Camara, calciatore guineano (Kérouané, n. 1997)
- Mady Camara, calciatore guineano (Conakry, n. 1997)
- Mohamed Camara, calciatore maliano (Bamako, n. 2000)
- Chérif Camara, calciatore guineano (n. 2002)
- Mohamed Chaïb, ex calciatore algerino (n. 1958)
- Mohamed Chakouri, ex calciatore francese (Arles, n. 1986)
- Mohamed Chalali, ex calciatore francese (Montreuil, n. 1989)
- Mohamed Chibi, calciatore marocchino (Casablanca, n. 1993)
- Mohamed Chikoto, calciatore nigerino (Parakou, n. 1989)
- Mohamed Cissé, ex calciatore guineano (Conakry, n. 1982)
- Mohamed Coly, ex calciatore senegalese (Dakar, n. 1984)
- Mohamed Coulibaly, calciatore senegalese (Bakel, n. 1988)

## D(13)
- Mohamed Sobhy, calciatore egiziano (n. 1999)
- Mohamed Daramy, calciatore danese (Hvidovre, n. 2002)
- Mohamed Darwish, calciatore palestinese (Bisan, n. 1997)
- Mohamed Dellahi Yali, calciatore mauritano (Nouakchott, n. 1997)
- Mohamed Wael Derbali, calciatore tunisino (Tolosa, n. 2003)
- Mohamed Dhaoui, calciatore tunisino (Tunisi, n. 2003)
- Lamine Diaby-Fadiga, calciatore francese (Grasse, n. 2001)
- Mohamed Ali Diallo, ex calciatore burkinabé (n. 1978)
- Mohamed Diamé, calciatore francese (Créteil, n. 1987)
- Mohammed Diarra, ex calciatore guineano (Conakry, n. 1992)
- Mohamed Doumbia, calciatore ivoriano (Abidjan, n. 1998)
- Mohamed Doumouya, calciatore ivoriano (Bouaké, n. 1995)
- Mohamed Dräger, calciatore tedesco (Friburgo, n. 1996)

## E(17)
- Mohamed Eisa, calciatore sudanese (Khartum, n. 1994)
- Mohamed El Badraoui, ex calciatore marocchino (Béni Mellal, n. 1971)
- Mohamed El Hankouri, calciatore olandese (Rotterdam, n. 1997)
- Mohamed El Maghrabi, calciatore egiziano (n. 2001)
- Mohamed El Makrini, calciatore olandese (Utrecht, n. 1987)
- Mohamed El Monir, calciatore libico (Tripoli, n. 1992)
- Mohamed El Yaagoubi, calciatore marocchino (Tagurit, n. 1977)
- Mohamed El-Gabbas, calciatore egiziano (Porto Said, n. 1988)
- Mohamed Abdelmonem, calciatore egiziano (Zagazig, n. 1999)
- Mohamed El-Sayed, calciatore qatariota (Dukhan, n. 1987)
- Mohamed El-Sayed, calciatore egiziano
- Mohamed El-Shenawy, calciatore egiziano (Kafr el-Sheikh, n. 1988)
- Mohamed Elneny, calciatore egiziano (El-Mahalla El-Kubra, n. 1992)
- Mohamed Elyounoussi, calciatore marocchino (Al-Hoseyma, n. 1994)
- Hazem Emam, calciatore egiziano (Giza, n. 1988)
- Mohammed Emara, ex calciatore egiziano (n. 1974)
- Mohamed Amine Essahel, calciatore marocchino (n. 2003)

## F(10)
- Mohamed Fadl, ex calciatore egiziano (Il Cairo, n. 1980)
- Mohamed Faisal, calciatore maldiviano (n. 1988)
- Mohamed Fares, calciatore francese (Aubervilliers, n. 1996)
- Mohamed Farouk, calciatore egiziano (Il Cairo, n. 1989)
- Mohamed Farouk, ex calciatore egiziano (Il Cairo, n. 1978)
- Mohamed Farsi, calciatore algerino (Montréal, n. 1999)
- Mohamed Fathi, calciatore egiziano (n. 1994)
- Mohamed Fofana, ex calciatore maliano (Gonesse, n. 1985)
- Mohamed Fofana, ex calciatore guineano (Conakry, n. 1985)
- Mohamed Fofana, ex calciatore francese (Parigi, n. 1985)

## G(4)
- Mohamed Gaber, calciatore egiziano (n. 1882)
- Mohamed Ouamar Ghrib, ex calciatore algerino (n. 1960)
- Mohamed Gouaida, calciatore tunisino (Strasburgo, n. 1993)
- Mohamed Redouane Guemri, ex calciatore algerino (Orano, n. 1956)

## H(12)
- Réda Halaïmia, calciatore algerino (Orano, n. 1996)
- Mo Hamdaoui, calciatore olandese (Amsterdam, n. 1993)
- Mohamed Hamdi, calciatore egiziano (Il Cairo, n. 1991)
- Mohamed Hamdy, calciatore egiziano (Il Cairo, n. 1995)
- Mohamed Hamdy, calciatore egiziano (n. 2003)
- Mohamed Hany, calciatore egiziano (Il Cairo, n. 1996)
- Mohamed Tarek, calciatore egiziano (n. 2002)
- Mohamed Zahid Hossain, calciatore bangladese (Dacca, n. 1988)
- Mohamed Hubail, calciatore bahreinita (n. 1981)
- Mohamed Husain, ex calciatore bahreinita (Manama, n. 1980)
- Mohamed Awad, calciatore egiziano (Ismailia, n. 1992)
- Mohamed Abdallah Hussein, calciatore sudanese (n. 1998)

## I(3)
- Mohamed Ibrahim, calciatore egiziano (Giza, n. 1992)
- Mohamed Ihattaren, calciatore olandese (Utrecht, n. 2002)
- Mamunul Mamul, calciatore bangladese (Chittagong, n. 1988)

## J(3)
- Mohamed Jaffer, ex calciatore bahreinita (n. 1979)
- Mohamed Jedidi, ex calciatore tunisino (Grombalia, n. 1978)
- Mohamed Juma, ex calciatore bahreinita (n. 1973)

## K(15)
- Mohamed Kaba, calciatore francese (Orléans, n. 2001)
- Mohamed Kaboré, ex calciatore burkinabé (Ouagadougou, n. 1980)
- Mohamed Kader, ex calciatore togolese (Sokodé, n. 1979)
- Mohamed Kamara, calciatore sierraleonese (Bo, n. 1987)
- Mohamed Kamara, calciatore sierraleonese (Kambia, n. 1999)
- Mohamed Kanno, calciatore saudita (Khobar, n. 1994)
- Mohamed Keita, ex calciatore guineano (n. 1980)
- Naoufel Khacef, calciatore algerino (Kouba, n. 1997)
- Mohamed Yousef, calciatore emiratino (n. 1991)
- Mohamed Kharbouch, ex calciatore marocchino (n. 1977)
- Mohamed Khedis, calciatore algerino (Algeri, n. 1952 - Algeri, † 2008)
- Mohamed Koffi, ex calciatore ivoriano (Abidjan, n. 1986)
- Mohamed Konaté, calciatore maliano (Bamako, n. 1992)
- Mohamed Konaté, calciatore ivoriano (Odienné, n. 1997)
- Mohamed Kone, ex calciatore burkinabé (n. 1993)

## L(2)
- Mohamed Larbi, ex calciatore tunisino (Soliman, n. 1987)
- Mohamed Latif, calciatore egiziano (Beni Suef, n. 1909 - Il Cairo, † 1990)

## M(22)
- Mohamed Mohsen Abou Greisha, ex calciatore egiziano (Ismailia, n. 1981)
- Mohamed M'Changama, calciatore francese (Marsiglia, n. 1987)
- Mohamed Madihi, ex calciatore marocchino (n. 1979)
- Mohamed Magdy, calciatore egiziano (Giza, n. 1996)
- Mohamed Al Rashed, calciatore sudanese (n. 1994)
- Mohamed Jassim Mahdi, ex calciatore iracheno
- Mohamed Ali Mahjoubi, ex calciatore tunisino (Tunisi, n. 1966)
- Hadj Mahmoud, calciatore tunisino (Susa, n. 2000)
- Mohamed Mahmoud, calciatore egiziano (n. 1998)
- Mohamed Shehata, calciatore egiziano (Il Cairo, n. 2001)
- Mohamed Duaij Mahorfi, calciatore bahreinita (n. 1989)
- Mohamed Mallahi, calciatore olandese (Utrecht, n. 2000)
- Mohamed Manaâ, ex calciatore algerino (n. 1964)
- Mohamed Mara, calciatore guineano (Conakry, n. 1996)
- Mohamed Marhoon, calciatore bahreinita (Jidd Haffs, n. 1998)
- Mohamed Mazag, calciatore gibutiano (n. 1998)
- Mohamed Hassani Mbalia, ex calciatore comoriano (Vouvouni Bambao, n. 1984)
- Mohamed Mezghrani, calciatore belga (Orano, n. 1994)
- Mohamed Kader Meïté, calciatore francese (Créteil, n. 2007)
- Mohammed Malallah, ex calciatore emiratino (Al-Khaleej, n. 1984)
- Mohamed Ali Moncer, calciatore tunisino (Sfax, n. 1991)
- Mohamed Mustafa, calciatore sudanese (n. 1996)

## N(5)
- Lamine N'Dao, calciatore ivoriano (Divo, n. 1993)
- Mohamed N'Doye, calciatore senegalese (Dakar, n. 1991)
- Mohamed Nagieb, calciatore egiziano (Mansura, n. 1983)
- Mohamed Nasraoui, calciatore tunisino (Sfax, n. 2002)
- Mohamed Nassoh, calciatore marocchino (Eindhoven, n. 2003)

## O(5)
- Mohamed Ofkir, calciatore norvegese (Oslo, n. 1996)
- Mohamed Ouattara, calciatore burkinabé (Bobo-Dioulasso, n. 1993)
- Mohamed Oulhaj, calciatore marocchino (Casablanca, n. 1988)
- Mohamed Ounajem, calciatore marocchino (al-Rashidiyya, n. 1992)
- Mohamed Ouédraogo, calciatore burkinabé (n. 2003)

## R(2)
- Mohamed Rahem, ex calciatore algerino (Algeri, n. 1970)
- Mohamed Rayhi, calciatore olandese (Eindhoven, n. 1994)

## S(19)
- Mohamed Salah Jedidi, calciatore tunisino (Ghardimaou, n. 1938 - Tunisi, † 2014)
- Mohamed Khider, calciatore sudanese (n. 1982)
- Mohamed Sahil, ex calciatore marocchino (n. 1963)
- Mohamed Sakho, ex calciatore guineano (Conakry, n. 1988)
- Mohamed Salah, calciatore egiziano (Basyoun, n. 1992)
- Mohamed Salim, ex calciatore emiratino (n. 1968)
- Mohamed Salmeen, ex calciatore bahreinita (Al Muharraq, n. 1980)
- Mohamed Sankoh, calciatore olandese (Rijswijk, n. 2003)
- Mohamed Saqr, ex calciatore qatariota (Dakar, n. 1981)
- Mohamed Sherif, calciatore egiziano (n. 1996)
- Mohamed Simakan, calciatore francese (Marsiglia, n. 2000)
- Mohamed Sissoko, ex calciatore francese (Mont-Saint-Aignan, n. 1985)
- Mohamed Sobhy, calciatore egiziano (Ismailia, n. 1981)
- Mohamed Soliman, ex calciatore egiziano (n. 1979)
- Mohamed Souboul, calciatore marocchino (Casablanca, n. 2001)
- Halifa Soulé, calciatore francese (Gonesse, n. 1990)
- Mohamed Soumah, calciatore guineano (Conakry, n. 2003)
- Mohamed Soumaïla, calciatore nigerino (n. 1994)
- Mohamed Rashid, ex calciatore emiratino (n. 1978)

## T(12)
- Mohamed Taabouni, calciatore olandese (Haarlem, n. 2002)
- Mohamed Talaat, calciatore egiziano (Porto Said, n. 1989)
- Amine Talal, calciatore marocchino (Casablanca, n. 1996)
- Mohamed Tijani, calciatore ivoriano (Man, n. 1997)
- Mohamed Timoumi, ex calciatore marocchino (Rabat, n. 1960)
- Mohamed Amine Tougai, calciatore algerino (Bourouba, n. 2000)
- Mohamed Touré, calciatore ivoriano (Abidjan, n. 1997)
- Mohamed Touré, calciatore australiano (Conakry, n. 2004)
- Mohamed Trabelsi, ex calciatore tunisino (n. 1968)
- Kalilou Traoré, ex calciatore maliano (Bamako, n. 1987)
- Mohamed Traoré, ex calciatore maliano (Bamako, n. 1988)
- Mohamed Kalil Traoré, calciatore guineano (n. 2000)

## Y(4)
- Rabie Yassin, ex calciatore egiziano (Beni Suef, n. 1960)
- Mohamed Yattara, calciatore guineano (Conakry, n. 1993)
- Mohamed Abdelrahman, calciatore sudanese (Omdurman, n. 1993)
- Mohamed Youssouf, calciatore comoriano (Parigi, n. 1988)

## Z(2)
- Mohamed Zemmamouche, calciatore algerino (Mila, n. 1985)
- Mohamed Zidan, ex calciatore egiziano (Porto Said, n. 1981)